# Terra preta

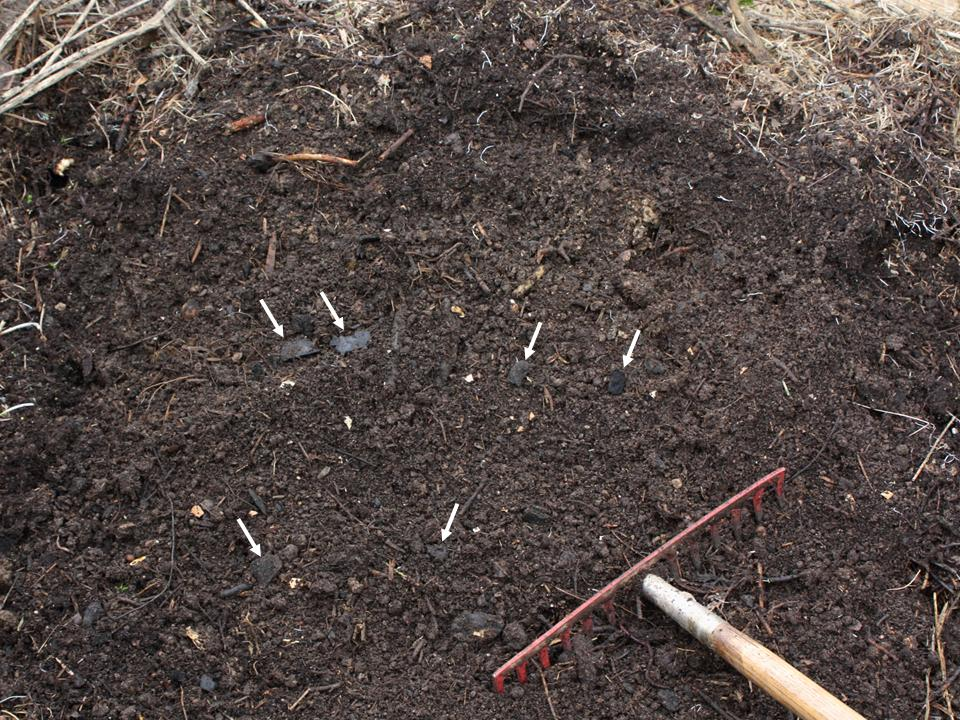
Terra preta.

La terra preta (prononcé en portugais : /ˈtɛʁɐ ˈpɾetɐ/ ou /ˈtɛhɐ ˈpɾetɐ/ ; litt. « terre noire »), également appelée terre noire amazonienne ou terre noire des Indiens dans la littérature scientifique, est un anthrosol, un type de sol sombre amazonien. D’origine humaine et d'une fertilité exceptionnelle due à des concentrations particulièrement élevées en charbon de bois, en matière organique et en nutriments (notamment l'azote, le phosphore, le potassium et le calcium), il contient une quantité remarquable de tessons de poterie, et l'activité microorganique y est des plus développées. La terra mulata est un autre type d'anthrosol qui lui est généralement associé.
Ces sols ont pour la plupart été créés par l’être humain entre −800 et 500, les plus vieux remontant pour leur part à −2800. Ils sont donc d'origine précolombienne. Des milliers d'années après leur création, ils sont si réputés au Brésil qu'ils sont récoltés et vendus comme terreau à rempoter (voir pédologie). Leur profondeur peut aller jusqu'à deux mètres.
Les étendues de terra preta sont généralement entourées de sols infertiles, principalement l'oxisol, mais aussi ferralsols, acrisols (en) et arénosols (en).

## Principales propriétés
La terra preta est un mélange complexe de terrain « naturel » (jaune ou rougeâtre et acide, dans le cas de l'Amazonie), de charbon, de fragments d’objets de poterie, de déchets organiques (résidus de récolte, déjections animales, os de poisson, etc.) et enfin de milliers de micro-organismes différents.
La terra preta est très fertile, ce qui est une anomalie par rapport aux sols peu productifs de la forêt amazonienne. Bien que les sols amazoniens exigent normalement des périodes de jachère entre huit et dix ans, six mois de repos peuvent suffire aux sols terra preta pour récupérer. Dans au moins un cas, on sait qu’un sol de ce type a été en culture continue depuis plus de quarante ans sans apport externe d'engrais.

## Localisation
On trouve ce sol principalement en Amazonie, où Sombroek et al. estiment que ces terres occupent une surface d'au moins 0,1 à 0,3 % de la basse Amazonie enforestée, soit 6 300 à 18 900 km2 (cité par Denevan et Woods) mais d'autres estiment cette surface à 1,0 % ou plus (jusqu’à deux fois la surface de la Grande-Bretagne). Leur distribution s'étend principalement le long des voies d'eau, de l'Amazonie de l'Est au bassin central de l'Amazonie.
On connaît également des sites de terra preta dans d'autres régions d'Amérique du Sud (Colombie, Équateur, Pérou, Guyane), en Afrique de l'Ouest (Bénin, Liberia), et dans les savanes d'Afrique du Sud.
La terra preta existe en petites surfaces avoisinant 20 ha mais on a aussi signalé l'existence de surfaces de 350 ha. On les trouve dans des situations climatiques, géologiques et topographiques variées.

## Terra mulata
La terra mulata est plus claire que la terra preta, contient beaucoup de charbon de bois mais moins de restes de poterie et d'os. La terra mulata se situe généralement en auréole autour de la terra preta, et occupe des surfaces beaucoup plus importantes. L'hypothèse généralement retenue pour expliquer son origine, est que la terra mulata correspond aux zones défrichées et cultivées situées autour des villages (la terra preta correspondant à l'emplacement du village). La terra mulata aurait été constituée par des techniques de brûlis contrôlés afin de favoriser la production de biochar et donc d'augmenter la fertilité du sol, dans le contexte de l'agriculture sur abattis-brûlis.

## Histoire de sa redécouverte

### XVIe–XXesiècles
La redécouverte de la terra preta passe par celle des ouvrages en terre de la région et de la civilisation qui les a élaborés. En effet, le débat a, jusqu'à ces récentes années, tourné autour de la question de subsistance : les sols d'Amazonie, généralement pauvres et lessivés, ont-ils ou non pu subvenir aux besoins alimentaires de populations denses ?
- 1541 : départ de la première expédition européenne de découverte de l'Amazone ; Francisco de Orellana descend le fleuve. L'expédition parle à son retour d'une région à l'agriculture riche et sophistiquée, à haute densité démographique, où la population habite aussi bien des fermes isolées que de grands villages entourées de hauts murs[15]. Ses chroniques décrivent également ces villages reliés entre eux par des réseaux de commerce étendus, et des chefs dont le statut s'apparente à celui de la nobilité[16]. La légende naît d'un « pays de l'Eldorado ».

Les expéditions subséquentes ne trouvent que quelques tribus isolées de chasseurs-cueilleurs principalement nomades et une organisation sociale et politique presque aussi limitée que l'agriculture. C'est la disgrâce pour Orellana et l'opinion publique européenne est fixée pour les quatre siècles suivants sur l'idée d'une région à potentiel de développement culturel limité par l'environnement – ce que l'anthropologue Michael Heckenberger appellera « le mythe des sauvages de l'âge de pierre restés à l'aube des temps ».
Pourtant, tout au long de cette période de plus de 400 ans, des récits divers émergent occasionnellement pour retomber aussitôt dans l'oubli de l'histoire. Ce sont principalement des comptes rendus de jésuites (anonymes fin XVe et XVIe siècles, et 1743 ; Equiluz 1884 ; Eder 1888 ; Altamirano 1891), qui dirigèrent la région de 1668 à 1767 et décrivent les peuples indigènes, leurs coutumes, les paysages locaux et la vie des missions coloniales. La région était notée pour sa richesse agricole, notamment pour le cacao et le coton. Contrairement à bien des régions de l'Amazonie, les Baures ne souffrirent apparemment pas d'effondrement démographique jusqu'à la mort du missionnaire Cipriano Barace (es) tué en 1703, à la suite de quoi les Espagnols dispersèrent les communautés indigènes en une écrasante répression par la guerre et l'esclavage. Après 1708, les missionnaires regroupèrent les survivants en plusieurs centres urbains, les principaux étant Concepción de Baures (la présente ville de Baures) et San Martin.
- 1865-66 : Expédition Louis Agassiz en Amazonie.
- À partir de 1867 : Établissement local de familles d'ex-soldats de la Guerre Civile des Confédérés.
- 1870 : Le géologue et explorateur américain James Orton, professeur à Vasser, mentionne un sol « noir et très fertile » en Amazonie, dans son livre The Andes and the Amazon dédié à Charles Darwin qui avait correspondu avec lui. Puis en 1874 vient le rapport sur ces sols écrit par le géologue canadien Charles Frederick Hartt (en), celui de son assistant Herbert Smith[17] en 1879, et celui des géologues britanniques Brown et Lidstone (1878). Ces rapports concernent particulièrement la région de Santarém en basse Amazonie. Cet afflux soudain d'informations provient d'une part de ce que Hartt[18] fut membre de l'expédition Louis Agassiz en 1865-66, et d'autre part de l'établissement des ex-soldats dans cette région[10].
- 1916-1918 : Nordenskiöld relate des vestiges de villages entourés de fossés et de plusieurs larges avenues et canaux, dans la région des Baures (une région au nord-est de la Bolivie et en bordure du bassin amazonien, aux sols naturels tout aussi pauvres que le reste des sols naturels d'Amazonie).
- Années 1950 : La vision des « Smithsoniens » (principalement Betty J. Meggers, archéologue, et Evans, du Smithsonian Institute) prévaut d'une région incapable de subvenir aux besoins d'une population dense, et donc limitant le développement d'une société complexe[16].
- Fin des années 1950 : Lee (1979, 1995) et Pinto Parada (1987) découvrent de larges vestiges de réseaux d'avenues, de canaux et de groupements d'habitations, dans les pampas entre le Rio San Joaquin et le Rio San Martin (le « Complexe Hydraulique des Baures »). Lee et Botega survolèrent la région de nombreuses fois avec des scientifiques et des journalistes pour faire connaitre ces constructions, mais les vestiges ne furent pas examinés au sol par les archéologues[15].
- 1961 : Pour sa thèse de géographie, William Denevan fait son premier voyage dans une région de l'Amazone bolivienne appelée le Beni. Situé entre les montagnes des Andes et le Río Guaporé (un affluent majeur de l'Amazone), isolé, presque inhabité et quasi sans routes, les saisons y sont marquées par un fort contraste sec/pluies. En 1966, Denevan décrit plusieurs avenues et canaux encore en usage par les habitants des Baures, et les villages entourés de fossés dans les Baures et à Magdalena[15].
- Années 1960 : Donald Lathrap, archéologue à l'université de l'Illinois, se base sur des indices linguistiques et les céramiques pour présenter l'hypothèse que la confluence des rivières Amazone, Rio Negro et Madeira, fut le centre d'une civilisation avancée qui s'étendit des Caraïbes jusqu'au sud du Brésil[16].

### Reconnaissance scientifique: fin duXXesiècle
- 1966 : W. Sombroek publie Amazon soils. A reconnaissance of the soils of the Brazilian Amazon region, son premier ouvrage sur le potentiel de la terra preta comme régénérateur de sols et outil de séquestration du carbone (W. G. Sombroek, Interciência 17, 269–272)[15].
- 1984-85 : Dougherty et Calandra conduisent une série d'excavations-tests pour des recherches archéologiques dans la ville de Baures et le long du Rio Negro et du Rio Blanco. Ils cherchent à construire une chronologie de la région à l'aide des tessons de poterie[15].
- Début des années 1990 : l'anthropologue Michael Heckenberger (université de Floride à Gainesville) découvre que les Kuikuro, une tribu indigène dans la région du haut Xingu environ 600 miles au sud-est de Manaus, ont une structure de classe dirigeante (aristocratie héréditaire) plus complexe que celle correspondant à un groupe de seulement 300 personnes. Ceci suggère que cette population était dans le passé plus nombreuse et plus sophistiquée qu'à présent. Au-delà des bordures du village il trouve des vestiges d'une civilisation antérieure : une très large place, des routes, des avenues, des canaux et des ponts. Vers le milieu des années 1990, Heckenberger invite James B. Petersen, son ancien professeur et un expert en céramiques, sur son terrain de recherches. Lors d'une exploration au-delà du camp, Heckenberger rencontre sur une berge du Rio Negro une zone de terra preta s'étendant sur trois kilomètres le long du Rio Negro. Dans les mois qui suivent, Heckenberger et Petersen lancent le « Central Amazon Project » avec Eduardo G. Neves[16].
- Années 1990 : une équipe américano-bolivienne menée par Clark Erickson commence la première recherche archéologique long terme sur les vestiges de constructions en terre de la région des Baures. Il découvre une quantité énorme de tessons de poterie associée à la terra preta. Un troisième archéologue, William Woods, de l'université de l'Illinois (SIU), retrouve les mêmes débris de poterie le long de la rivière Tapajos.
- 1995 : Le « Central Amazon Project » commence ses recherches in situ à Açutuba, pour s'étendre en onze ans sur 30 km2 de la péninsule séparant le Rio Negro et le fleuve Amazone. Sur plus de 100 sites, Peterson et ses collègues découvrent des preuves de l'existence de civilisations disparues bien plus avancées, plus inter-connectées, et aux populations bien plus denses que l'on ne pensait auparavant des bandes de chasseurs-cueilleurs nomades locales. Les communautés pré-colombiennes de cette région du cœur de l'Amazone possédaient des routes, une agriculture, des systèmes d'irrigation, une gestion du sol, des céramiques et un commerce développé. À la différence des autres cultures natives sud-américaines telles celles ayant habité Chaco Canyon et Mesa Verde, les communautés de l'Amazone ne disposaient cependant pas de pierre pour leurs constructions ; les structures bâties en bois se sont donc désintégrées avec le temps. Ainsi, le seul legs de cette civilisation amazonienne est la terra preta. Le groupe abandonne la théorie de Meyer et adopte celle de Donald Lathrap[16].
- 1996 : Anna C. Roosevelt du Chicago’s Field Museum, publie des preuves démontrant que des sociétés évoluées ont colonisé la várzea (les plaines inondables d'Amazonie) et les coteaux (bluffs) qui l'entourent (Science, 19 avril 1996, p. 346 et 373; 13 décembre 1996, p. 1821). Cité dans Earthmovers of the Amazon par Charles C. Mann[15].

Les archéologues sont dorénavant persuadés que l'Amazonie abrita jusqu'à l'arrivée des Espagnols une véritable civilisation, aussi développée que celles des Mayas ou des Incas[réf. nécessaire]. Selon Denevan, la région abritait « l'une des populations les plus denses et une culture parmi les plus élaborées en Amazonie » (cité dans Earthmovers of the Amazon par Charles C. Mann), tout aussi sophistiquée que les cultures Aztèque, Inca et Maya bien que radicalement différente de celles-ci.
Ils auraient appliqué une pratique d'entretien du sol destinée à transformer un sol jaune argileux de productivité biologique limitée, en l'un des sols les plus riches de la planète. Selon William Balée, anthropologue de l'université Tulane à La Nouvelle-Orléans, les étendues de forêt tropicale entre les zones de savane sont principalement voire entièrement anthropogéniques – une notion ayant des implications considérables pour l'agriculture en général, et la conservation future de la région en particulier.
Pour Robert Langstroth, géographe culturel ayant obtenu son doctorat en 1996 à la University of Wisconsin sous la direction de Denevan, « le Llanos de Mojos représente l'un des paysages préhistoriques les plus extraordinaires de la planète. La question est de savoir dans quelle mesure celui-ci est anthropogénique et à quel point la partie anthropogénique a affecté la nature ».
- Donald Lathrap (en) (1927-1990)
- Helena Pinto Lima[19]

## Pédologie
La terra preta est définie comme un type de latosol, qui a un taux de carbone allant d'élevé à très élevé (plus de 13 - 14 % de matière organique) dans son horizon A, mais sans caractéristiques hydromorphiques. La composition de la terra preta présente des variantes importantes. Par exemple, les jardins attenants aux habitations recevaient plus de nutriments que les champs plus éloignés.
La capacité de la terra preta d'accroître son propre volume — donc de séquestrer plus de carbone — a été « découverte » par le pédologue William I. Woods de l'université de l'Illinois. Ce mystère, le « Graal » de la terra preta, est activement étudié par les différents acteurs scientifiques concernés.
Les processus responsables de la formation des sols de terra preta sont :
- (1) l'incorporation de charbon de bois,
- (2) l'incorporation de matières organiques et de nutriments,
- (3) le rôle des micro-organismes et des animaux du sol.

### Incorporation de charbon de bois

#### Méthode d'identification du charbon dans laterra preta
La transformation de la biomasse en charbon produit une série de dérivés charbonneux désignés sous le nom de carbone noir ou pyrogénique, dont la composition varie, allant de matière organique légèrement charbonnée, jusqu'à des particules de suie très graphitées formées par la recomposition de radicaux libres (Hedges et al. 2000). Ici, tous les types de matériaux charbonneux sont appelés charbon. Par convention, est considérée comme charbon la matière organique naturelle transformée thermiquement avec un pourcentage O/C (rapport oxygène/carbone) de moins de 0,6 (des valeurs plus petites ont cependant été suggérées). À cause des interactions possibles avec les minéraux du sol et la matière organique, il est quasiment impossible d'identifier le charbon avec sûreté en le déterminant uniquement par le simple pourcentage O/C. Le pourcentage H/C (rapport hydrogène/carbone) ou des marqueurs moléculaires comme l'acide benzènepolycarboxylique sont donc utilisés comme seconde dimension d'identification.

#### Charbon dans laterra preta
Du carbone a été ajouté aux sols pauvres, sous forme de charbon de bois fabriqué à basse température et en présence d'une quantité d'oxygène limitée (à l'aide de feu étouffés). William Woods (université du Kansas, à Lawrence), expert en sites d'habitations abandonnés, a mesuré dans la terra preta jusqu'à 9 % de carbone noir (contre 0,5 % pour les sols environnants). B. Glaser et al. ont trouvé jusqu'à 70 % de carbone de plus que dans les ferralsols avoisinants, avec des valeurs moyennes approx. de 50 mg/ha/m.
La chercheuse finlandaise Janna Pitkien a mené des tests sur des matériaux à haute porosité tels que la zéolithe, le charbon actif et le charbon. Ces tests montrent, contrairement à ses attentes, que la croissance microbienne est substantiellement améliorée avec le charbon actif. Il est possible que ces petits morceaux de charbon tendent à migrer à l'intérieur du sol, fournissant un habitat pour les micro-organismes qui assimilent la biomasse de la couverture de surface.
La structure chimique du charbon dans les sols de terra preta est caractérisée par des groupes aromatiques poly-condensés, à qui sont dus d'une part la stabilité biologique et chimique prolongée combattant la dégradation microbienne ; et d'autre part, après oxydation partielle, la plus grande rétention de nutriments,. Le charbon de bois (mais non celui d'herbacées ou de charbon de matériaux à hautes teneurs en cellulose) fabriqué à basse température, a donc une couche interne de condensats d'huiles biologiques que les microbes consomment et qui est similaire à la cellulose de par ses effets sur la croissance microbienne (Christoph Steiner, EACU 2004). Le charbonnage à haute température fait perdre cette couche et accroît peu la fertilité du sol. Glaser et al. (1998 et 2003) et Brodowski et al. (2005) ont démontré que la formation de structures aromatiques condensées dépend du processus de manufacture du charbon. C'est l'oxydation lente du charbon qui crée des groupes carboxyliques ; ceux-ci augmentent la capacité d'échange des cations dans le sol,. Lehmann et al ont étudié le noyau des particules de carbone noir produit par la biomasse. Ils l'ont trouvé hautement aromatique même après des milliers d'années d'exposition dans le sol et présentant les caractéristiques spectrales du charbon frais. Autour de ce noyau et sur la surface des particules de carbone noir ont cependant été identifiées de bien plus larges proportions de formes de C carboxyliques et phénoliques spatialement et structuralement distinctes du noyau de la particule. L'analyse des groupes de molécules fournit des évidences à la fois pour l'oxydation de la particule de carbone noir même, aussi bien que pour l'adsorption de carbone non-noir.
On a aussi montré (chez des plantes devenues invasives hors de leur aire naturelle de répartition, comme l'absinthe), que l'ajout de charbon de bois au sol, inhibe ou supprime l'allélopathie racinaire.
Ce charbon est ainsi décisif pour le caractère durable de la culture sur sols de terra preta,. Des amendements de Ferrasol avec du charbon de bois augmentent considérablement la productivité végétale. Les sols agricoles ont perdu en moyenne à 50 % de leur carbone à cause de l'agriculture intensive et d'autres dégradations d'origine humaine.

### Incorporation de matières organiques et de nutriments
Le charbon est micro-poreux, et un gramme de charbon activé (par ex. passé à la vapeur, qui ouvre les pores du charbon) développe une surface totale de plus de 500 m2 et pouvant aller jusqu'à 1 500 m2. Cette structure offre non seulement des facultés d'adsorption exceptionnelles bien connues mais aussi un habitat privilégié pour les micro-organismes.
La porosité du charbon de bois amène une plus grande rétention de matière organique, d'eau et de nutriments organiques dissous, ainsi que des polluants comme des pesticides et des hydrocarbures aromatiques polycycliques.

#### Matière organique
Le potentiel élevé de sorption des molécules organiques (et d'eau) est dû à la structure poreuse du charbon. Les sols de terra preta, contenant ces grandes quantités de charbon, sont donc également caractérisés par une plus grande concentration de matière organique (en moyenne trois fois plus de matière organique que dans les sols pauvres environnants,,,), jusqu'à 150 g/kg. On peut trouver la matière organique à des profondeurs de 1 à 2 m. Gerhard Bechtold propose de ne parler de terra preta qu'en présence, à 50 cm de profondeur, d'un taux de matière organique minimum supérieur à 2,0 ou 2,5 %. L'accumulation de matière organique dans les sols tropicaux humides est un paradoxe, à cause des conditions optimum de dégradation. Il est remarquable que ces anthroposols se régénèrent malgré les conditions tropicales humides prévalentes et les taux de minéralisation rapides. Il a été démontré que la stabilité de la matière organique est en grande partie due aux résidus de la combustion incomplète de la biomasse.

#### Nutriments
Les sols de terra preta montrent aussi des quantités de nutriments plus élevées et une meilleure rétention de ces nutriments, que les sols environnants infertiles. La proportion de P présent atteint 200 - 400 mg/kg. La quantité de N s'est également montrée plus grande dans l'anthroposol, mais ce nutriment a été immobilisé dû à la proportion élevée de C par rapport à l'N dans le sol.
L'anthroposol montre une disponibilité de P, Ca, Mn et Zn clairement plus élevée que le Ferrasol voisin. L'absorption de P, K, Ca, Zn et Cu par les plantes augmente lorsqu'on augmente la quantité de charbon disponible ; la production de biomasse pour deux récoltes étudiées (riz et Vigna unguiculata (L.)Walp.) a augmenté de 38 - 45 % sans fertilisation (P <  0,05), par rapport à des récoltes faites dans du Ferrasol fertilisé.
Amender avec des morceaux de charbon d'approximativement 20 mm, au lieu de charbon réduit en poudre grossière, n'a pas changé les résultats d'une expérience sauf pour le manganèse (Mn), dont l'absorption a considérablement augmenté.
Le drainage de nutriments est minimal dans l'anthroposol malgré leur abondante disponibilité. Ceci explique leur fertilité élevée. Cependant, lorsque des nutriments inorganiques sont appliqués au sol, le drainage de nutriments dans l'anthroposol excède celui dans le ferralsol fertilisé.
Pour les sources potentielles de nutriments, seuls le C (via la photosynthèse) et l'N (par ﬁxation biologique) peuvent être produits in situ. Tous les autres éléments (P, K, Ca, Mg…) doivent être présents dans le sol. En Amazonie, l'approvisionnement de nutriments par compostage in situ est exclu pour les sols naturels lourdement lessivés (ferralsols, acrisols, lixisols, arénosols, uxisols…) qui ne contiennent pas de concentrations élevées de ces éléments. Dans le cas de la terra preta, seules sont possibles les sources de nutriments primaires et secondaires. On a trouvé les éléments suivants :
- (1) excréments humains et animaux (riches en P et N),
- (2) rebuts tels que des os de mammifères, arêtes de poissons, carapaces de tortues (riches en P et Ca),
- (3) résidus de cendres de combustions incomplètes (riches en Ca, Mg, K, P et charbon),
- (4) biomasse de plantes terrestres (ex : compost),
- (5) biomasse de plantes aquatiques (ex : algues).

La saturation en pH et en base est plus importante que dans les sols environnants,.

### Rôle des micro-organismes et des animaux du sol
Les micro-organismes et champignons vivent et meurent à l'intérieur du média poreux, augmentant ainsi sa quantité de carbone. Johannes Lehman et W. Zech, Bruno Glaser à l'université de Bayreuth (Allemagne) et Embrapa (Manaus, Brésil) étudient ces phénomènes.
Les pores du charbon frais doivent d'abord « être chargés » avant de commencer à fonctionner en tant que biotope.
En date de 2008, il n'y a aucune preuve scientiﬁque qu'un micro-organisme particulier soit responsable de la formation de terra preta mais une production signiﬁcative de carbone noir d'origine biologique a été identiﬁée, spécialement sous conditions tropicales humides. Dans ces travaux, il est supposé que Aspergillus niger en est le principal responsable. Les travaux de Topoliantz et Ponge, résumés dans un article synthétique, montrent que le ver de terre Pontoscolex corethrurus, largement présent dans toute l'Amazonie, notamment dans les clairières après brûlis, était capable d'incorporer des particules de charbon de bois au sol minéral et de les broyer finement pour produire un humus particulier. Ces auteurs, qui ont pu vérifier expérimentalement ce processus, pensent qu'il est à l'origine de la formation biologique des terra preta, associée à un savoir agronomique mettant en œuvre le dépôt de charbon de bois en une mince couche régulière favorable à son enfouissement par Pontoscolex corethrurus.

## Séquestration de carbone et productivité

### Productivité
Les sols de terra preta sont très populaires auprès des locaux qui les utilisent pour des cultures à haut rendement économique, telles que la papaye et la mangue, ou le collectent pour le vendre comme terreau à rempoter,. B. Glaser estime que la productivité des récoltes dans la terra preta est de deux à trois fois celle des sols voisins infertiles. Les jachères y sont réduites parfois à seulement six mois alors que celles pour l'oxisol sont généralement de 8 à 10 ans. De nombreuses études au Brésil, Thaïlande, Japon et bien d'autres pays, ont montré des accroissements de productivité des récoltes de l'ordre de 20 à 50 %, associés à des accroissements de biomasse totale allant jusqu'à 280 %. D'après Beata Madari (Association Brésilienne de Recherches Agricoles) et d'autres scientifiques, la fertilité associée à la terra preta pourrait justifier la promotion de ce mode d'agriculture (citée dans le magazine Science News).

### Séquestration du carbone
Notons tout d'abord que planter des arbres n'est en soi qu'une solution à court terme pour la séquestration effective de carbone, puisque lors de la destruction de ceux-ci le carbone qu'ils ont séquestré est relâché dans l'atmosphère. Le bilan de cette opération est donc neutre sur le plan de séquestration de carbone. Par contre, transformer les arbres en charbon (qui est en théorie composé quasi uniquement de carbone) et enterrer ce charbon, amène de fait un bilan négatif (plus de carbone séquestré que relâché). Le défrichage par brûlis (le slash-and-burn) relâche dans l'atmosphère environ 97 % du carbone accumulé par la végétation. Par contre, le défrichage avec feux couverts pour la production de charbon (le slash-and-char) ne relâche qu'environ 50 % de ce carbone (Lehmann, cité dans le magazine Science News). Du charbon de bois correctement préparé peut augmenter les récoltes et séquestrer du carbone pour des milliers d'années (5 000 ans selon l'estimation de Dan Gavin, chercheur en datation au carbone à l'université de l'Illinois).
De plus, les propriétés de renouvellement de la terra preta permettent de séquestrer encore plus de carbone grâce à l'augmentation de la biomasse végétale et de la population fongique et microbienne,.

## Applications industrielles présentes
Le docteur Ogawa, de Kansai Environmental au Japon (une division de Kansai Electric Power Company, le deuxième plus grand producteur électrique de ce pays), a présenté les recherches de son équipe sur l'addition de charbon au sol. Leurs travaux, sur quinze ans d'études, ont étudié les causes des effets du charbon sur le sol, et ont amené le gouvernement japonais à approuver le charbon comme pratique officielle de gestion des sols. Kansai Electric fonde une plantation de recherche en reforestation en Australie-Occidentale (aride) avec Syd Shea, produisant du charbon et le retournant au sol pour augmenter les récoltes en milieu défavorisé.